# Georg Tannstetter
Georg Tannstetter, também conhecido como Georgius Collimitius (abril de 1482 — 26 de março de 1535), foi um humanista que lecionou na Universidade de Viena.
Foi um doutor em medicina, matemático, astrônomo, cartógrafo e o médico pessoal dos imperadores Maximiliano I e Fernando I. Também escreveu sob o pseudônimo de "Lycoripensis". Seu nome latino "Collimitius" é derivado de Limes significando "fronteira" e é uma referência à sua cidade natal: "Rain" é uma palavra alemã para fronteira ou borda. 

## Vida
Nascido em Rain (Suábia), no Ducado da Baviera, estudou em Ingolstadt. Em 1503 seguiu um chamado de Conrad Celtis para a Universidade de Viena, onde lecionou matemática. Em breve tornou-se personalidade de destaque entre os humanistas de Viena.
Em 1510 tornou-se o médico particular do imperador Maximiliano I, que o enobreceu seis anos depois com o predicado "von Thanau".
Em 1514 em colaboração com Andreas Stiborius, professor na mesma Universidade de Viena, redigiu uma proposta sobre reforma do calendário a pedido do imperador Maximiliano I a quem o Papa Leão X escrevera sobre a questão durante o V Concílio de Latrão.
Viajou com seu aluno Joachim Vadian para Buda em 1518. Por volta de 1527 publicou um mapa da Hungria, hoje conhecido como Tabula Hungariae, a partir do manuscrito de Lazarus Secretarius, um clérigo húngaro. O mapa seria publicado por Johannes Cuspinianus, impresso em 1528 em Ingolstadt por Petrus Apianus; a única cópia restante está no espólio da Biblioteca Nacional da Hungria. É geralmente apreciado pelo pormenor (c. 1300 localidades) e a relativa precisão. É um dos primeiros mapas regionais que inclui uma escala, mas é difícil reconhecer a geografia da atual Hungria. Tannstetter é também considerado pioneiro na história da ciência pelo seu trabalho Viri Mathematici, que contém biografias de matemáticos da Universidade de Viena no século XV.
Em 1530 mudou-se para a corte de Fernando em Innsbruck, vindo a falecer aí cinco anos depois.

## Publicações selecionadas

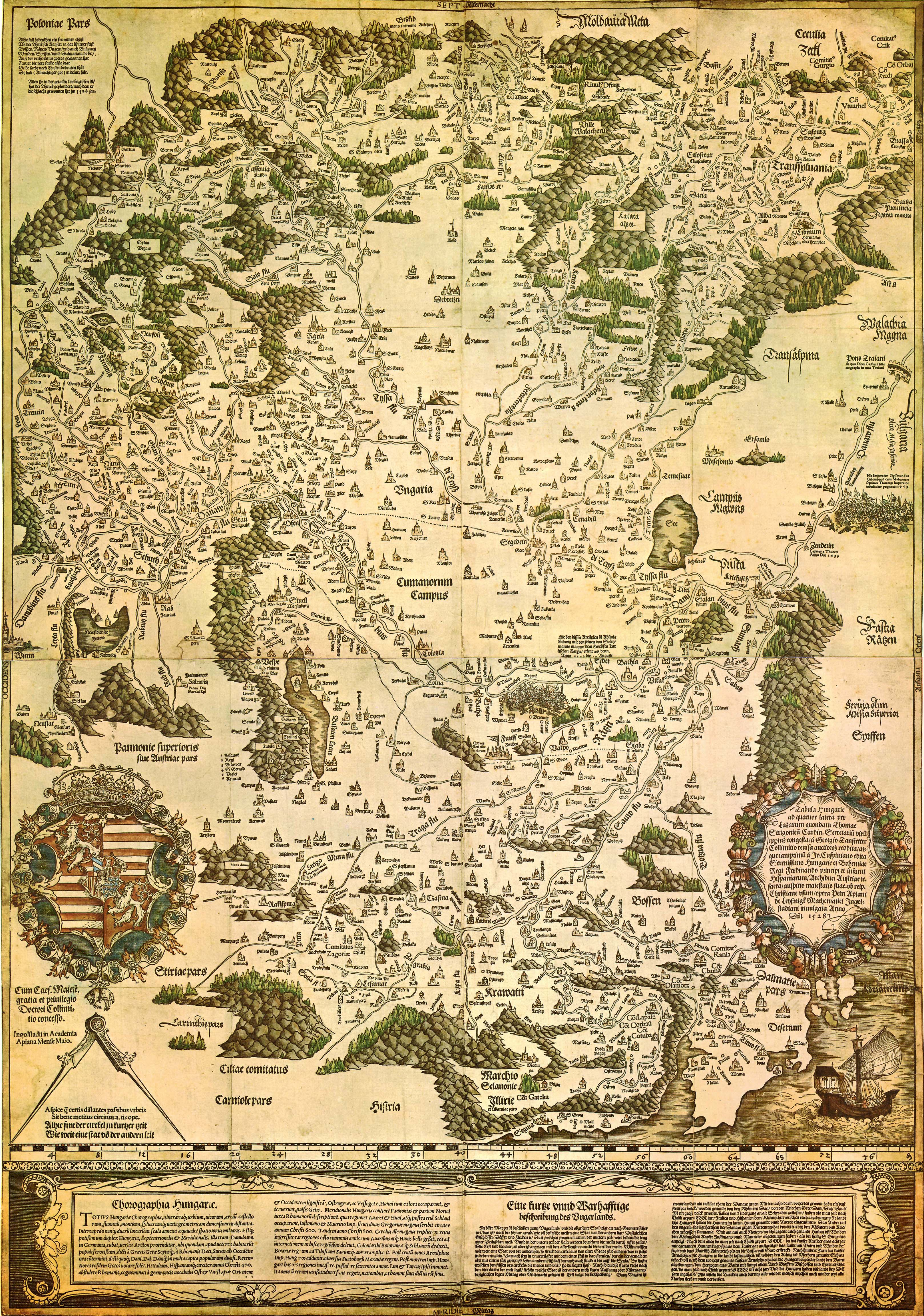
Tabula Hungarie ad quatuor latera

- Librum consolatorium contra opiniones de diluvio et aliis horrendis periculis anni 1523, Vienna 1523. A tract to counter the Flood hysteria of that year.
- Viri Mathematici
- Tabula Hungarie ad quatuor latera, The Lazarus map of Hungary. Ingolstadt 1528.
- Artificium De Applicatione Astrologiae ad Medicinam..., 1531.